# امپایر اوک
امپایر اوک (به انگلیسی: Empire Oak) یک زیردریایی بود که طول آن ۴۳٫۶ متر (۱۴۳ فوت ۱ اینچ) بود. این زیردریایی در سال ۱۹۴۱ ساخته شد.